# Округ Ландсберг на Леху
Округ Ландсберг на Леху је округ на југозападу немачке државе Баварска. 
Површина округа је 804,5 km². Средином 2007. имао је 112.499 становника. Има 31 насеље, од којих је седиште управе у месту Ландсберг на Леху. 

Кроз округ протиче река Лех. На истоку је језеро Амерзе. У Другом светском рату овде је било лоцирано 11 мањих концентрационих логора (логори Кауферинг). У 10 месеци ту је умрло 14.500 логораша. 